# 円鏡のモシモシ歌謡曲
円鏡のモシモシ歌謡曲（えんきょうのモシモシかようきょく）は、かつてニッポン放送ならびに全国ラジオネットワーク(NRN)の平日夕方の時間帯で放送されていたラジオ番組。

## 放送期間
- 1970年10月1日から1973年4月6日まで。

## 放送時間
- 毎週月曜日 - 金曜日　16:40 - 17:20

## 出演者
- パーソナリティ:月の家円鏡（落語家　5代目　正しくは「圓鏡」であるが、番組名としては放送期間を通じて「円鏡」が使用されていたため、本項では「円鏡」と表記する。1982年10月8代目橘家圓蔵を襲名。）

## 概要
ニッポン放送では当番組開始以前から、平日の16時より月の家円鏡がパーソナリティを務める30分間番組『円鏡の歌謡曲ドンドン』を放送していたが、同番組に続く形で（正確には10分間番組『藤村俊二の歌謡一直線』を間に挟む形で）、それとは別に新たにスタートした番組である。これ以降平日夕方のニッポン放送では月の家円鏡がパーソナリティを務める番組が2本放送される形となっていた。
1973年4月9日には『円鏡の歌謡曲ドンドン』と『円鏡のモシモシ歌謡曲』の時間枠を統合する形で、新たに『月の家円鏡ショー』がワイド番組としてスタートすることになり、当番組は1973年4月6日で終了となった。
| ニッポン放送 平日 16:40 - 17:20          | ニッポン放送 平日 16:40 - 17:20 | ニッポン放送 平日 16:40 - 17:20    |
| 前番組                                   | 番組名                          | 次番組                             |
| ---------------------------------------- | ------------------------------- | ---------------------------------- |
| 日本縦断歌謡プレゼント （16:40 - 17:30） | 円鏡のモシモシ歌謡曲            | 月の家円鏡ショー （16:00 - 17:20） |